# Francišak Bahuševič

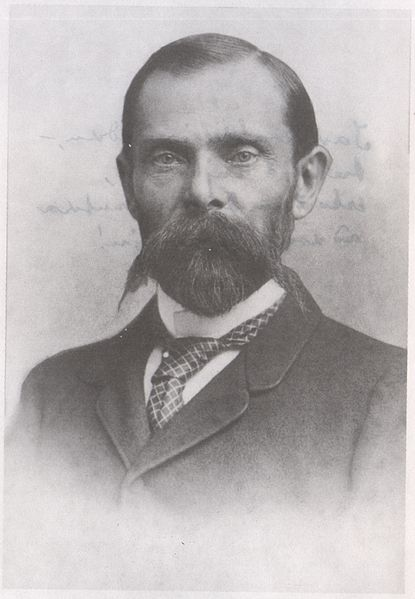

Francišak Bahuševič (Vilnius, 21 marzo 1840 – Smarhon', 28 aprile 1900) è stato un poeta, scrittore e avvocato bielorusso, considerato uno degli iniziatori della moderna letteratura bielorussa.

## Biografia
Bahuševič è nato ad Tenuta di Ambary nel Vilna uezd del Governatorato di Vilna (ora nel municipio distrettuale di Vilnius, Lituania). Come noto, questa tenuta alla fine è passata nelle mani di Vasilij Tjapinskij. Bahuševič ha partecipato alla rivolta di gennaio del 1863-1864. Dopo questo periodo, Bahuševič ha lasciato la Bielorussia per vivere in Ucraina, dove ha studiato al liceo legale di Nežinsk. Ha lavorato come avvocato difendendo i diritti dei contadini. Dopo che fu annunciata l'amnistia per tutti i partecipanti alla rivolta, avvenuta all'ascensione al trono di Alessandro III, si trasferì con la sua famiglia a Vilnius. Lì lavorava in uno studio legale e scriveva clausole in polacco alla rivista Kraj. Morì a Kušljany (attuale distretto di Smarhon'). È sepolto nel villaggio di Župrany nel distretto di Ašmjany

## Opere

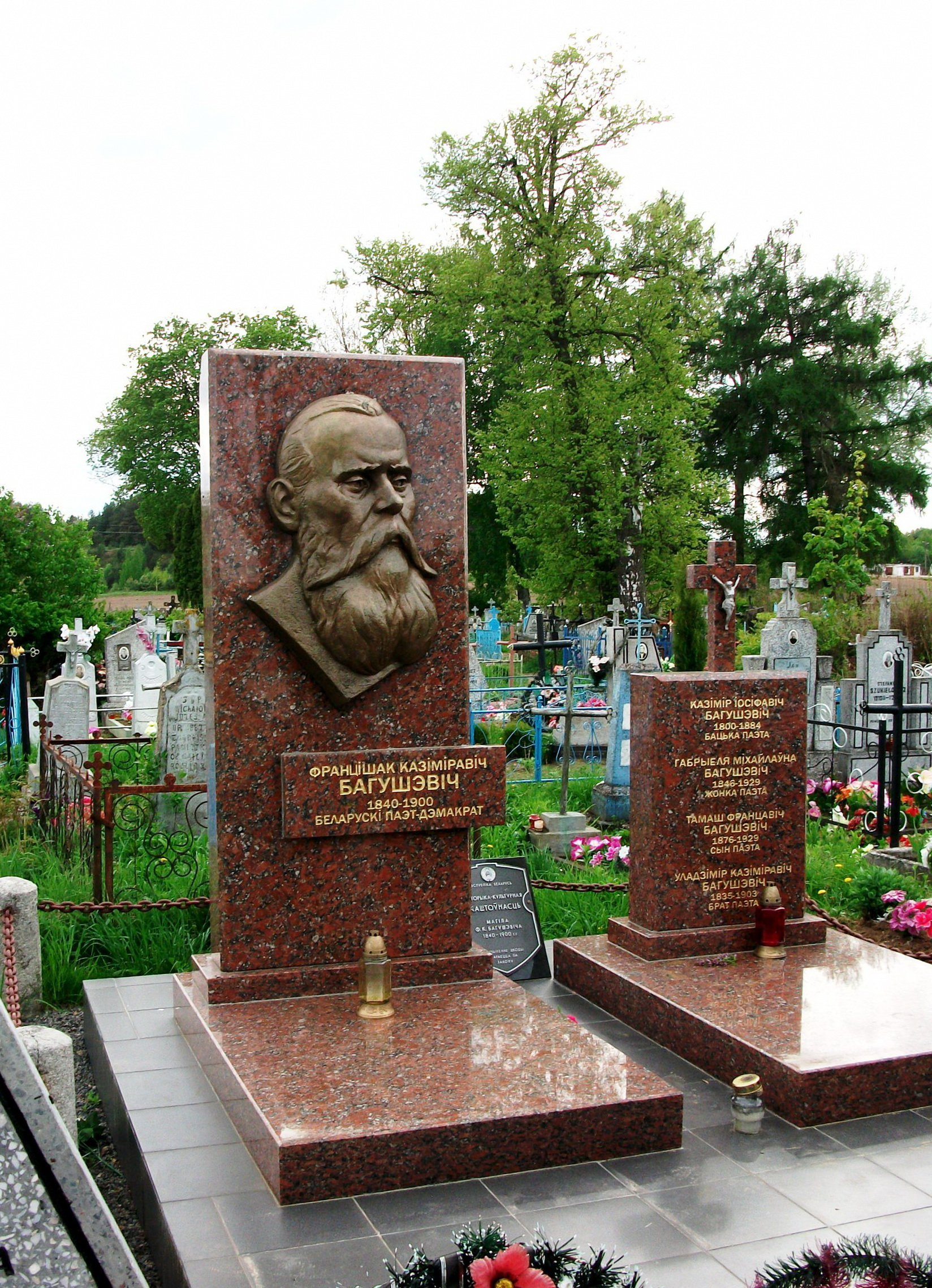

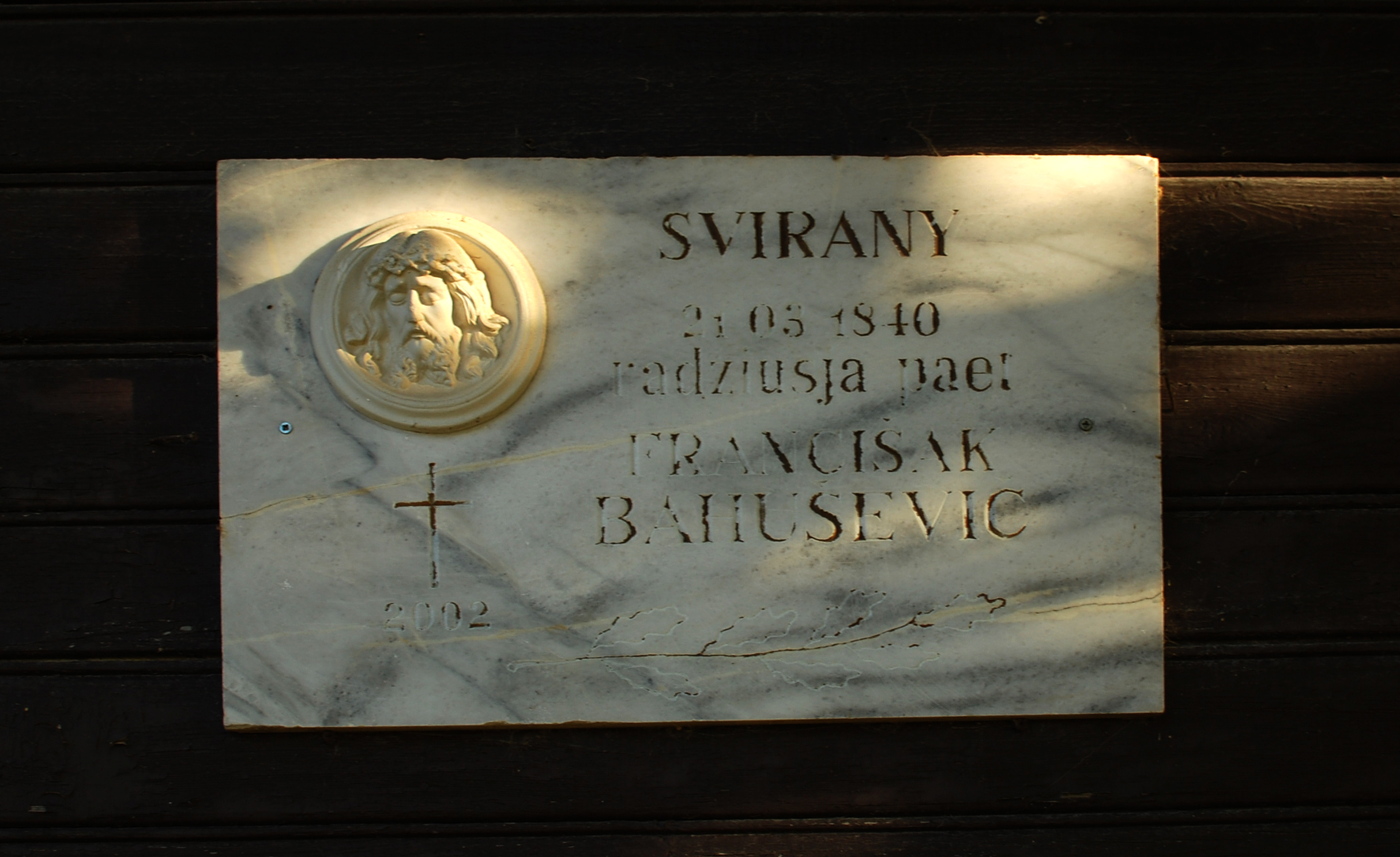
Targa commemorativa di Francišak Bahuševič a Svironys, distretto di Vilnius, Lituania.

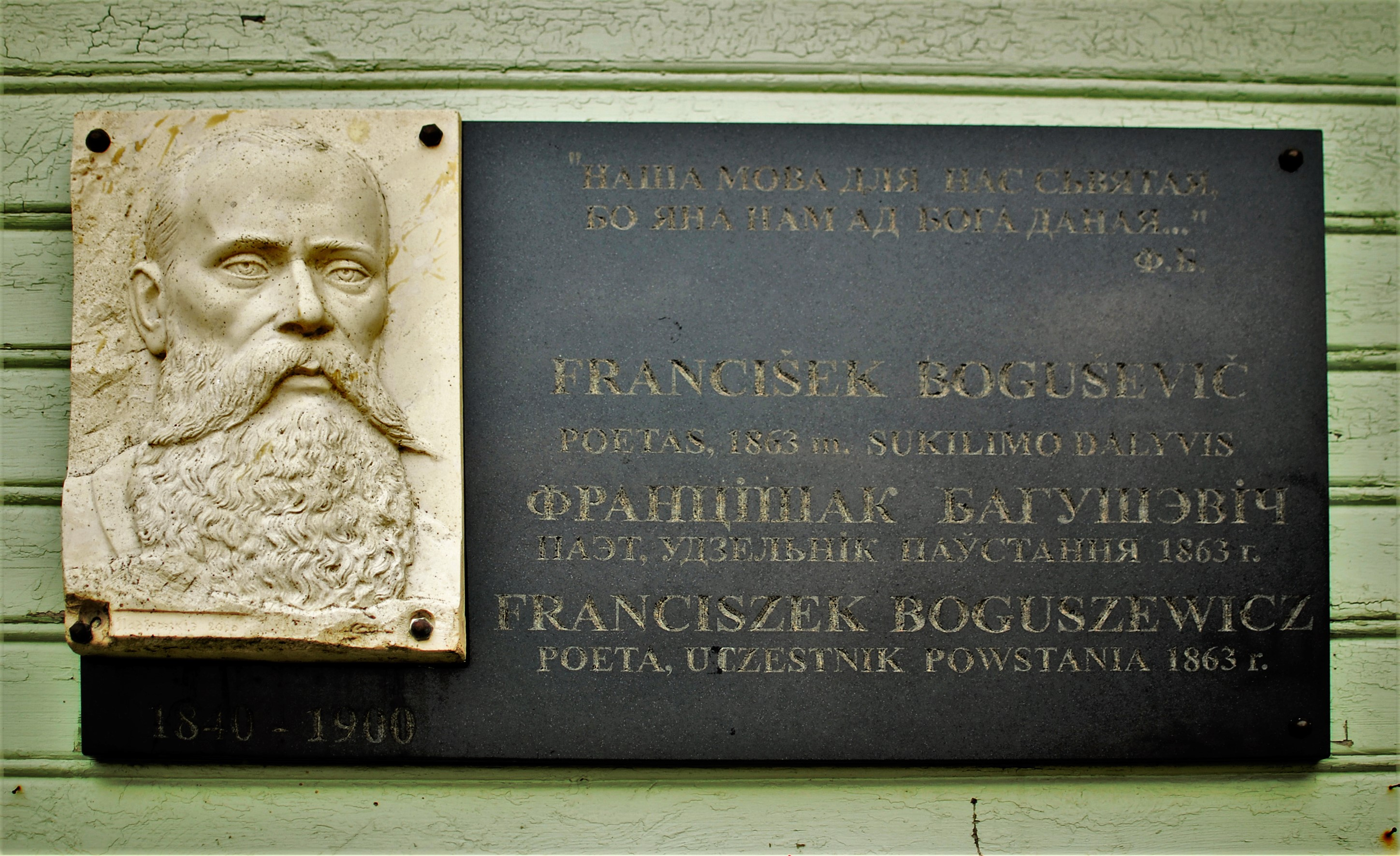
Targa commemorativa di Francišak Bahuševič sulla biblioteca di Savičiūnai, distretto di Vilnius, Lituania.

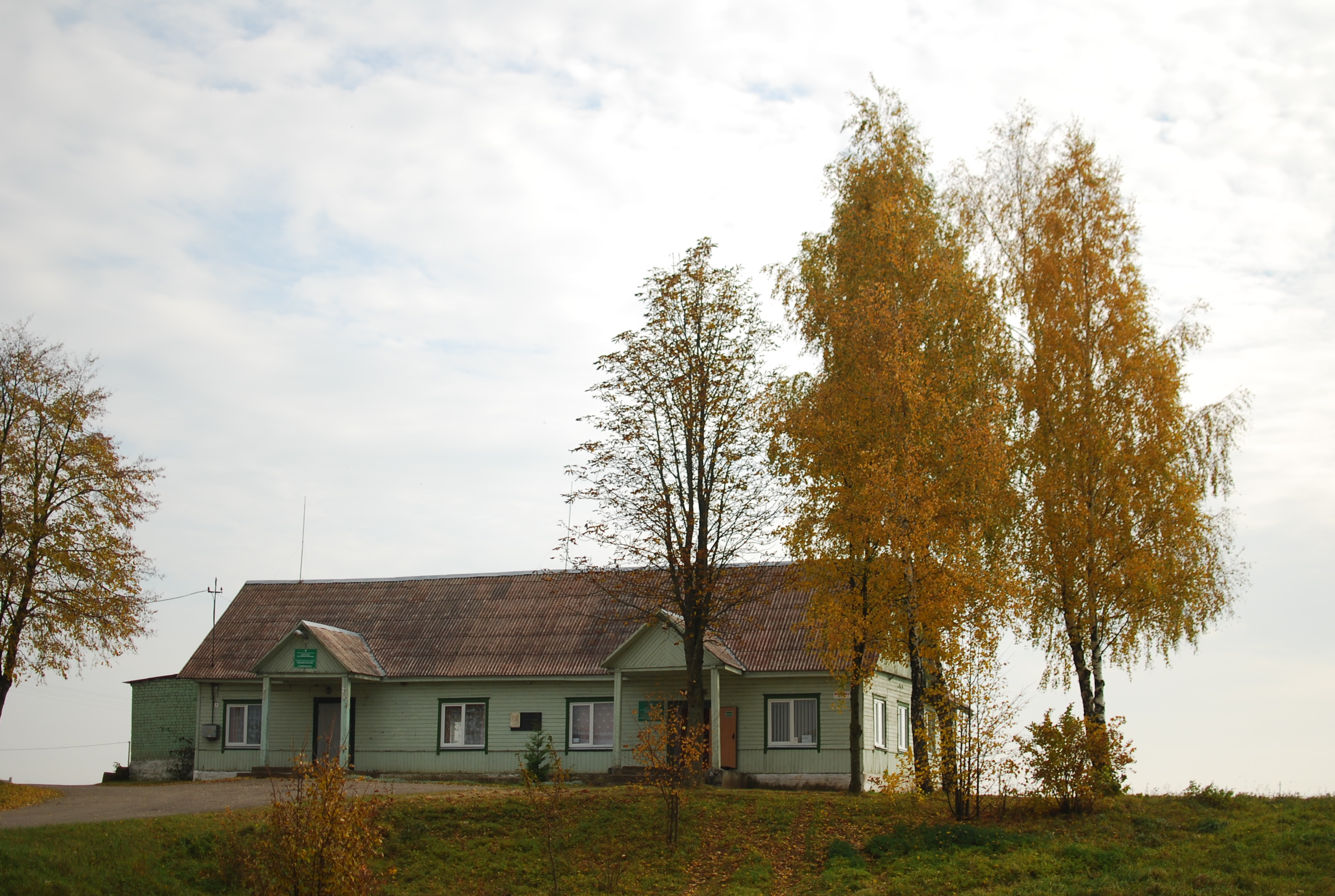
Biblioteca e centro culturale Francišak Bahuševič di Savičiūnai, distretto di Vilnius, Lituania

Bahuševič è stato un iniziatore del realismo critico nella letteratura bielorussa. Le sue opere sono strettamente legate al folclore bielorusso. Ha pubblicato due raccolte di poesie, Dudka biełaruskaja e Smyk biełaruski, in Austria-Ungheria. Bahuševič ha pubblicato le sue opere con gli pseudonimi di Maciej Buračok, Symon Reŭka z-pad Barysava.
Il dialetto nordoccidentale della lingua bielorussa è presente nelle sue opere.